# Salmijärvet (Jukkasjärvi socken, Lappland, 751320-175603)
Salmijärvet är en sjö i Kiruna kommun i Lappland och ingår i Torneälvens huvudavrinningsområde. Sjön har en area på 0,0536 kvadratkilometer och ligger 299,1 meter över havet. Salmijärvet ligger i Torne och Kalix älvsystem Natura 2000-område.

## Delavrinningsområde
Salmijärvet ingår i det delavrinningsområde (751489-175479) som SMHI kallar för Inloppet i Ala Puolisjärvi. Medelhöjden är 301 meter över havet och ytan är 33,02 kvadratkilometer. Räknas de 6 avrinningsområdena uppströms in blir den ackumulerade arean 124,44 kvadratkilometer. Puolisjoki som avvattnar avrinningsområdet har biflödesordning 2, vilket innebär att vattnet flödar genom totalt 2 vattendrag innan det når havet efter 318 kilometer. Avrinningsområdet består mestadels av skog (55 procent) och sankmarker (40 procent). Avrinningsområdet har 0,87 kvadratkilometer vattenytor vilket ger det en sjöprocent på 2,6 procent.